# Красне (Верховський район)
Красне (рос. Красное) — село у Верховському районі Орловської області Російської Федерації.
Населення становить 52 особи. Входить до муніципального утворення Теляженське сільське поселення.

## Історія
Населений пункт розташований у межах Чорнозем'я. 30 липня 1928 року у складі Орловського округу Центрально-Чорноземної області, 13 червня 1934 року після ліквідації Центрально-Чорноземної області населений пункт увійшов до складу новоствореної Курської області.
З 27 вересня 1937 року район у складі новоствореної Орловської області.
Від 2013 року входить до муніципального утворення Теляженське сільське поселення.

## Населення
| 2010 |
| ---- |
| 52   |